# The best of Riblja čorba (Fish dish)
The best of Riblja čorba (Fish dish), kompilacijski album srpskog rock sastava Riblja čorba. Objavljen je 4. lipnja 1989. u izdanju diskografske kuće PGP RTB.

## Popis pjesama
| Br. | Skladba                           | Trajanje |
| --- | --------------------------------- | -------- |
| 1.  | »Baby, baby i don't wanna cry«    |          |
| 2.  | »Dobro jutro«                     |          |
| 3.  | »Nemoj da ideš mojom ulicom«      |          |
| 4.  | »Jedan čovek«                     |          |
| 5.  | »Sutra me probudi«                |          |
| 6.  | »Amsterdam«                       |          |
| 7.  | »Crno je dole«                    |          |
| 8.  | »Prokleto sam«                    |          |
| 9.  | »Svirao je Dejvid Bovi«           |          |
| 10. | »Zadnji voz za Čačak«             |          |
| 11. | »Kad padne noć (upomoć)«          |          |
| 12. | »Lud sto posto«                   |          |
| 13. | »Član mafije«                     |          |
| 14. | »Da, to sam ja«                   |          |
| 15. | »Avionu slomiću ti krila«         |          |
| 16. | »Još jedna cigareta pre spavanja« |          |
| 17. | »Lupa bubanj zveči zvečka«        |          |
| 18. | »Celu noć te sanjam«              |          |